# José Luis Hidalgo
José Luis Francisco Hidalgo Iglesias (Torres, Cantabria, 10 de octubre de 1919 - Madrid, 3 de febrero de 1947), más conocido como José Luis Hidalgo, fue un poeta y pintor español, en el grupo de la poesía existencial española de posguerra y la denominada quinta del 42.

## Biografía
Quedó huérfano de madre a los nueve años, lo que le marcó sin duda para la creación de toda su obra. Estudió en las Escuelas del Oeste de Torrelavega, actualmente conocidas como Colegio Cervantes.
Tras comenzar la guerra, consigue trabajo como maestro en una escuela de Santander, convirtiéndose en profesor auxiliar de Dibujo en el Instituto de Enseñanza Media de Torrelavega.
En 1938 fue movilizado por el cuerpo de Ingenieros franquista, para los cuales censaba fallecidos en los frentes de Extremadura y Andalucía. Al acabar la guerra estaba destinado en Valencia, donde inició estudios en la Escuela Superior de Bellas Artes, finalizando estos en 1943. Aquí entabló amistad con el grupo de poetas que crearon la revista Proel en noviembre de 1942.
Otra de sus manifestaciones fue la pintura. Como artista y cartelista participó en la Olimpiada Popular de Barcelona en 1936, época en que conoce a José Hierro, importante amistad y ayuda de José Luis Hidalgo.
Conocido sobre todo por Los muertos (1947), obra donde reflexiona sobre Dios, el Tiempo y el fin de la existencia humana en lucha agónica por alcanzar la inmortalidad. Hidalgo publicó también Raíz (1944) y Los animales (1945); pero el origen de su poesía metafísica está en sus obras iniciales: Pseudopoesías (1936), Las luces asesinadas y otros poemas (1938) o Mensaje hasta el aire, del mismo año, marcadas por el juego metafórico vanguardista.
A caballo entre Santander, Madrid y Valencia, sus últimos años transcurren frenéticos en actividades poéticas y artísticas, publicaciones en revistas, exposiciones en el Ateneo de Santander, diseños y proyectos pictóricos y apasionadas aspiraciones.
Enfermo de neumonía, murió en el sanatorio de Charmartín de la Rosa, en Madrid. Buena parte de su corta obra se publicó de forma póstuma.

## Homenajes
Tiene una plaza en Torrelavega y un monumento en el parque de Mesones de Santander, obra de Jesús Otero. Un colegio en Nueva Ciudad (Torrelavega) cuenta con su nombre e imagen.

## Obras
- Raíz, Valencia, 1944.
- Los animales.
- Los muertos.
- Canciones para niños, publicado en 1951.
- Obra poética completa, Institución Cultural de Cantabria, 1976.